# Monika Liu
Monika Liu, pseudonimo di Monika Liubinaitė (Klaipėda, 9 febbraio 1988), è una cantante lituana.
Ha rappresentato la Lituania all'Eurovision Song Contest 2022 con il brano Sentimentai.

## Biografia
Nata in una famiglia di musicisti, Monika Liu ha iniziato a frequentare lezioni di violino e di danza classica all'età di 5 anni. Ha studiato canto jazz prima all'Università di Klaipėda e poi al Berklee College of Music di Boston.
Nel 2004 ha trionfato alla sua prima partecipazione a una rassegna musicale, Dainų dainelė. Terminati gli studi, si è trasferita a Londra, dove ha lavorato con il produttore Mario Basanov. Dopo essersi fatta conoscere nella scena musicale lituana con partecipazioni a festival e collaborazioni con altri artisti, nel 2020 è stata scelta dall'emittente radiotelevisiva pubblica LRT come coach per la settima edizione di Lietuvos balsas (la versione locale del talent show The Voice), ruolo che ha ricoperto anche nell'edizione successiva. Ha inoltre preso parte ai programmi canori Auksinis balsas, Kaukės e Aš matau tavo balsą.
Nel 2022 ha partecipato alla terza edizione di Pabandom iš naujo!, il programma di selezione del rappresentante lituano all'annuale Eurovision Song Contest, dove ha proposto l'inedito Sentimentai. In seguito alla presentazione del brano durante un quarto di finale, che ha vinto ottenendo il punteggio più alto sia dalla giuria che dal televoto, ha debuttato in vetta alla classifica lituana dei singoli. Nella finale del 12 febbraio ha nuovamente ottenuto il massimo dei punti da giuria e televoto, diventando di diritto la rappresentante eurovisiva lituana a Torino. Nel maggio successivo, dopo essersi qualificata dalla prima semifinale, Monika Liu si è esibita nella finale eurovisiva, dove si è piazzata al 14º posto su 25 partecipanti con 128 punti totalizzati.
Dalle sette candidature ricevute in occasione dei Muzikos asociacijos metų apdovanojimai, Monika Liu si è aggiudicata il suo primo riconoscimento nel 2023 con Sentimentai. Sentimentai ha anticipato l'album in studio d'esordio Kodėl tu čia?, uscito nel maggio 2023 ed entrato al 10º posto della Albumų Top 100.

## Discografia

### Album in studio
- 2023 – Kodėl tu čia?

### EP
- 2015 – I Am
- 2020 – Melodija

### Singoli
- 2016 – On My Own
- 2019 – Komm zu mir
- 2019 – Hello
- 2019 – Resist No More
- 2019 – I Got You
- 2019 – Falafel
- 2019 – Detective
- 2019 – I Wanna Be a Man
- 2019 – No Matter What
- 2019 – Sometimes I Loved You Sometimes You Loved Me
- 2019 – Vaikinai trumpais šortais
- 2020 – Troškimas
- 2022 – Sentimentai
- 2022 – Ten, kur tu (con gli Jautì)
- 2022 – Bossa
- 2022 – Šampanas (bul bul bul)
- 2023 – Kodėl tu čia?
- 2023 – Į tave
- 2024 – Gegužis (con Rokas Yan e Vaidas Baumila)